# Гена Ступницький
Гена Ступницький (народився 26 серпня 1977) — американський кіно- та телевізійний сценарист і продюсер українського походження. Він виріс у передмісті Чикаго. Зазвичай він працює з Лі Айзенбергом, з яким заснував Quantity Entertainment.

## Молодість і освіта
Ступницький народився в Києві, Українська РСР, Радянський Союз (нині Київ, Україна) у єврейській сім'ї. Він відвідував середню школу Стівенсона та закінчив Університет Айови в 2000 році.

## Кар'єра

### Телебачення
У 2005 році Айзенберг і Ступницький приєдналися до команди комедійного серіалу NBC «Офіс», де вони залишалися з 2 по 6 сезони. Окрім написання сценарію, він був співвиконавчим продюсером і зняв два епізоди з Айзенбергом, «Michael Scott Paper Company» і «The Lover». Хоча йому не приписують режисуру «Коханця», аналогічно Айзенбергу не приписують режисуру «Паперової компанії Майкла Скотта», оскільки режисером цього епізоду може бути лише одна особа. Вони також зняли The Outburst, серіал вебізодів для The Office. Він також виступав у ролі одного з постачальників Vance Refrigeration (Лео), разом з Айзенбергом, присутнім у кількох епізодах «Офісу». Разом із Айзенбергом Ступніцький був співавтором сценарію двох епізодів, які отримали найбільше визнання критиків, у тому числі Dinner Party і Scott's Tots.

### Фільми
Айзенберг і Ступницький разом працювали над кількома сценаріями, багато з яких вони також створили. Разом з Гарольдом Ремісом вони написали сценарій до фільму «Рік перший», у якому знялися Джек Блек і Майкл Сера, який вийшов у 2009 році. Після цього вони написали та продюсували фільм «Поганий учитель», у якому зіграли Кемерон Діаз та Джастін Тімберлейк і який мав світовий успіх. Вони мали виступити продюсерами запропонованого продовження.
Айзенберг і Ступницький написали сценарій до «Мисливців за привидами III», але він так і не був створений за тим сценарієм.
Ступницький дебютував як режисер з комедійним хітом «Хороші хлопці» 2019 року. Нещодавно він зняв «No Hard Feelings», де став співавтором сценарію та режисером. Головну роль у ньому зіграла Дженніфер Лоуренс, а вийде він в кінотеатрах у червні 2023 року.

## Фільмографія
Фільми
| Рік  | Назва         | Директор | Сценарист | Виконавчий Продюсер |
| ---- | ------------- | -------- | --------- | ------------------- |
| 2009 | Початок часів | Ні       | Так       | Ні                  |
| 2011 | Училка        | Ні       | Так       | Так                 |
| 2019 | Хороші хлопці | Так      | Так       | Ні                  |
| 2023 | Без образ     | Так      | Так       | Ні                  |

Телебачення
| Рік       | Назва            | Директор | Сценарист | Виконавчий Продюсер | Примітки                                                                                         |
| --------- | ---------------- | -------- | --------- | ------------------- | ------------------------------------------------------------------------------------------------ |
| 2005–2010 | Офіс             | Так      | Так       | Так                 | 15 серій (сценарист); Режисер епізодів "The Lover" (не в титрах) і "Michael Scott Paper Company" |
| 2013–2014 | Привіт дами      | Ні       | Так       | Так                 | Також творець; 9 серій                                                                           |
| 2014      | Поганий вчитель  | Ні       | Ні        | Так                 |                                                                                                  |
| 2014      | Трофейна дружина | Ні       | Так       | Так                 | Епізод «День матері»                                                                             |
| 2016      | Чудові дебіли    | Ні       | Так       | Так                 | телефільм                                                                                        |
| 2017      | Собака вниз      | Ні       | Ні        | Так                 | Епізод «Пілот»                                                                                   |
| 2017      | СМІЛФ            | Ні       | Ні        | Так                 | 9 серій                                                                                          |